# 白馬童子
『白馬童子』（はくばどうじ）は、1960年にNET（現・テレビ朝日）系列で放映されたテレビ時代劇作品。本項ではこれをもとにした劇場版映画作品、漫画作品についても記述する。
巌竜司原作、仲木睦監督。主演：山城新伍。制作：東映。モノクロ。

## 概要
時の将軍の落胤である浪人、葵太郎が、事件が起こるたびに白装束に身を包み、白毛の愛馬「流れ星」にまたがった白馬童子となり、名刀・日輪丸を抜いて得意の「電光二刀流」で悪人たちを退治しながら、長崎から江戸を目指して東へ旅を続ける物語。
前番組『風小僧』で主演を務めた山城新伍が本作品でも引き続き主演し、当時の子供たちを中心に大きな人気を集めて高視聴率を獲得した。本作品は俳優・山城の当たり役にして代表作となった。

## テレビ版
- 放映期間：1960年1月5日から1960年9月20日（全38回）
- 放送時間：毎週火曜日 19:00〜19:30

テレビ版は、長崎が舞台の『南蛮寺の決斗』に始まり、おおよそ1か月1編のペースで9編が製作された。スポンサーは前期が三洋電機、後期が永谷園の一社提供であり、主演の山城自ら生CMに出演したこともあった。
放送前期は東映京都撮影所で撮影が行われたが、第二東映の設置などからテレビ時代劇の製作が実質上困難となり、後期は東映大泉撮影所で行われた。
1960年1月26日に30.0%の視聴率（世帯）を記録した。
最終回のエンディングでは、スーツ姿の山城が他の出演者、スタッフらと一緒に、視聴者へ向けてのあいさつをして番組を締めくくった。
放送期間中にはコミカライズ作品の雑誌連載のほか、テレビ版の一話『南蛮寺の決斗』をもとにした劇場版映画も製作された（後述）。

### 出演者（テレビ版）
- 葵太郎／白馬童子 - 山城新伍[4]
- 夕香里 - 春海洋子
- 小助 - 神木眞壽雄
- 忠助 - 山本順大
- 猫七 - 砂塚秀夫

他

### スタッフ（テレビ版）
- 原作 - 巌竜司
- 企画 - 吉邊恒生、佐藤正道、野坂和馬
- 脚本 - 村松道平、高田宏治、結城三郎、田辺虎男
- 撮影 - 森常次、中町武
- 照明 - 前田光秋、蛭間茂信
- 録音 - 平太郎、大家忠男
- 美術 - 前田清、鳥居塚誠一
- 編集 - 河合勝巳、山口一喜
- 音楽 - 吉田栄治、谷口浩
- 擬斗・殺陣 - 谷俊夫、三島良二
- 進行 - 松宮孝雄、竹内源三郎
- 助監督 - 渡辺成男 他
- 監督 - 仲木睦

### 主題歌
- 『白馬童子』（作詞：仲木睦、作曲：浜口庫之助、歌唱：高野政次、合唱：コロムビア児童合唱団）
  - 第1編『南蛮寺の決斗』では別の主題歌が流れていた。第2編『逆襲嵐ヶ原』から用いられ、最初はコロムビア児童合唱団のみの歌によるバージョンが使われていた。

### 放映リスト
- 南蛮寺の決斗（1960年1月）
- 逆襲嵐ヶ原（1960年2月）
- 鉄仮面の恐怖（1960年3月）
- 厳島の決闘（1960年4月）
- 悪魔の秘薬（1960年5月）
- 黒風党の逆襲（1960年6月）
- お坊主変化（1960年7月）
- お化け白蝶（1960年8月）
- 怪盗乱舞（1960年9月）

## 劇場版

### 白馬童子 南蛮寺の決斗
1960年3月29日公開。

#### 出演者（劇場版第1作）
- 葵太郎／白馬童子 - 山城新伍
- 雪江 - 水木淳子
- 夕香里 - 春海洋子
- 小助 - 神木眞壽雄
- 忠助 - 山本順大
- 近眼半次郎 - 南方英二
- 長崎屋 - 五里兵太郎
- コープス - 青柳竜太郎
- 奉行 - 月形哲之介

#### スタッフ（劇場版第1作）
- 製作 - 第二東映
- 原作 - 巌竜司
- 企画 - 吉邊恒生
- 脚本 - 村松道平、高田宏治
- 撮影 - 森常次
- 照明 - 原田政重
- 録音 - 平太郎
- 美術 - 前田清
- 音楽 - 吉田栄治
- 監督 - 仲木睦

### 白馬童子 南蛮寺の決斗 完結篇
1960年4月12日公開。

#### 出演者（劇場版第2作）
- 葵太郎／白馬童子 - 山城新伍
- 雪江 - 水木淳子
- 夕香里 - 春海洋子
- 小助 - 神木眞壽雄
- 忠助 - 山本順大
- 近眼半次郎 - 南方英二
- 長崎屋 - 五里兵太郎
- コープス - 青柳竜太郎
- 奉行 - 月形哲之介

#### スタッフ（劇場版第2作）
- 製作 - 第二東映
- 原作 - 巌竜司
- 企画 - 吉邊恒生
- 脚本 - 村松道平、高田宏治
- 撮影 - 森常次
- 照明 - 前田光秋
- 録音 - 平太郎
- 美術 - 前田清
- 音楽 - 吉田栄治
- 監督 - 仲木睦

## 漫画版
テレビドラマ放送と同時期に2誌で漫画版が連載された。
- 『少年画報』（少年画報社） - 南村喬作画版
- 『冒険王』（秋田書店） - 一峰大二作画版 1960年2月号 - 10月号連載
  -     1. 南蛮寺の決斗
    2. 逆襲嵐ヶ原
    3. 鉄仮面の恐怖
    4. 厳島の決闘
    5. 悪魔の秘薬
    6. 黒風党の逆襲
    7. お坊主変化
    8. お化け白蝶
    9. 怪盗乱舞

## 映像ソフト化
2016年7月13日にベストフィールドよりデジタルリマスター版のDVD-BOXが発売された。劇場版2作および、テレビ版5～12話を収録。